# Тозама даимјо
Тозама даимјо (外様大名 , "спољни даимјо") је посебна класа даимјоа који нису били толико близу (блиски) шогунату. Иако је израз познат још у Камакура периоду, заживео је после битке код Секигахаре где су фудаи даимјои били привржени и крајње лојални Токугави, док су тозама даимјои били окарактерисани као Токугавини противници или "неодлучни" чекајући исход битке како би се приклонили победничкој страни.

## Едо период
Даимјои који су се потчинили Токугава Ијејасуу после битке код Секигахаре (поставши његови вазали тек после победе), класификовани су у тозама даимјое. У тозама даимјое спадају и даимјои који су се борили са Токугавом (али нису били од почетка са њим) као и они који су били против њега. Многе велике области (ханови) управљали су тозама даимјои од којих је највећи био Маеда клан области Кага са вредношћу од 1.000.000 кокуа, док одмах за њим иде Шимазу клан области Сацума, Мори клан, Дате клан, Хачисука клан и Уесуги клан. Многи, али не сви, живели су у истој регији годинама пре доласка Токугава шогуната на власт.
Токугава Ијејасу се опходио са тозама вазалима крајње пријатељски, али је касније између 1623. и 1626, наследник Токугава Ијемицу имао знатно мању толеранцију према њима. Посебно на западном Јапану, тозама даимјои су успешно профитирали од трговине са страним земљама која је пре сакоку изолације цветала средином 17. века. Због могуће побуне овакав успех био је претња за шогунат па се изолационом политиком забрањује западним областима (са острвом Кјушу) даљу трговину.
Како би задржао тозама даимјое под контролом, шогунат поставља фудаи даимјое на стратешке локације да контролишу путеве и важне градове. Током Едо периода шогунат није упошљавао тозама даимјое на важне позиције у влади јер су та места већ била резервисана за фудаи даимјое, са изузетком Бакумацу периода када је један тозама даимјо, Мацумае Такахиро, постао роџу.
Тозама даијои из области Сацума и Чошу (Шимазу и Мори клан) били су директно одговорни за пад Токугава шогуната током Бакумацу ере. Уз подршку осталих тозама даимјоа, борили су се против области Аизу и Северне алијансе током Бошин рата 1868–69, а након победе, припадници ове две области доминирали су јапанском политиком све до 20. века као део Меиџи олигархије.